# Gonyphlepsia montistympani
Gonyphlepsia montistympani är en insektsart som först beskrevs av Jacobi 1928.  Gonyphlepsia montistympani ingår i släktet Gonyphlepsia och familjen Derbidae. Inga underarter finns listade i Catalogue of Life.